# Friedrich Wegener
Friedrich Wegener, (Varel, 1907 - Lübeck, 9 de julho de 1990), foi um patologista alemão notório por sua descrição de uma doença rara. Embora esta doença já era conhecida antes da descrição de Wegener, desde os anos 1950 passou a ser chamada de Granulomatose de Wegener.
Wegener se juntou ao Partido Nazista em 1932. Como um médico de alta patente militar, ele passou parte da Segunda Guerra Mundial em um consultório médico a três quadras do Gueto de Łódź,  um gueto judeu em Lodz, na Polônia. Há especulações de que ele participou em experiências com prisioneiros de campos de concentração. A instituição americana American College of Chest Physicians (ACCP) concedeu a Wegener o título de mestre clínico em 1989.
Depois que seu passado nazista foi descoberto em 2000, a ACCP rescindiu o prêmio e, separadamente, iniciou uma campanha para renomear a Granulomatose de Wegener para ANCA-associada a vasculite granulomatosa. Recentemente, vários jornais apresentaram como proposta o nome Granulomatose com Poliangeíte em um editorial de 2011.